# Calp
Calp (Spaans: Calpe) is een gemeente in de Spaanse provincie Alicante in de regio Valencia met een oppervlakte van 24 km². Calp is gelegen aan de Costa Blanca en telt 19.591 inwoners (1 januari 2016).
Calp wordt gekenmerkt door de 332 meter hoge rots El peñon de Ifach, die uitsteekt in zee en van kilometers ver te zien is. De rots maakt deel uit van een klein vogelreservaat.

## Toerisme
Calp is vanwege zijn relatief goede klimaat een toeristische plaats. Men vindt er diverse appartementsgebouwen op de wandelboulevard, alsook cafés, restaurants en discobars. De omliggende heuvels werden volgebouwd met villa's.
Calp kent twee grote stranden, links en rechts van de Ifach. Het oude strand, de Arenal, ligt tussen de stad en de Ifach. Het nieuwe strand, La Fossa, is het deel dat noordelijk van de Ifach ligt. Beide hebben een boulevard langs het gehele strand.
Het oude centrum is nog intact en bevat sporen van de Moorse overheersing. Vlak bij het centrum, zuidelijk van de Ifach, ligt de vissershaven.

## Demografische ontwikkeling
Bron: INE; 1857-2011: volkstellingen

## Geboren
- Eugenio Sánchez (1999), wielrenner

## Galerij

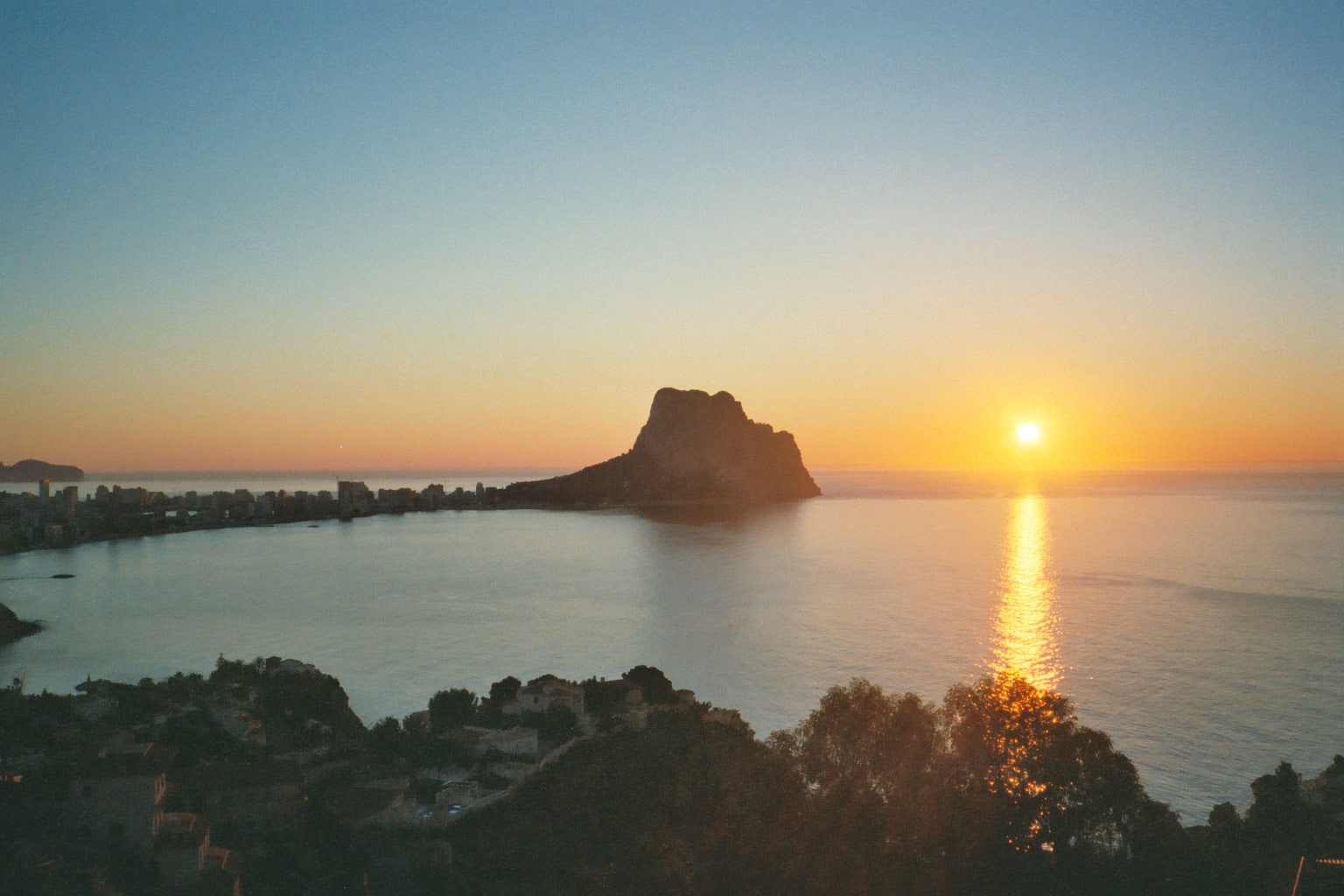
Zonsopgang bij Calp met de rots Peñón de Ifach
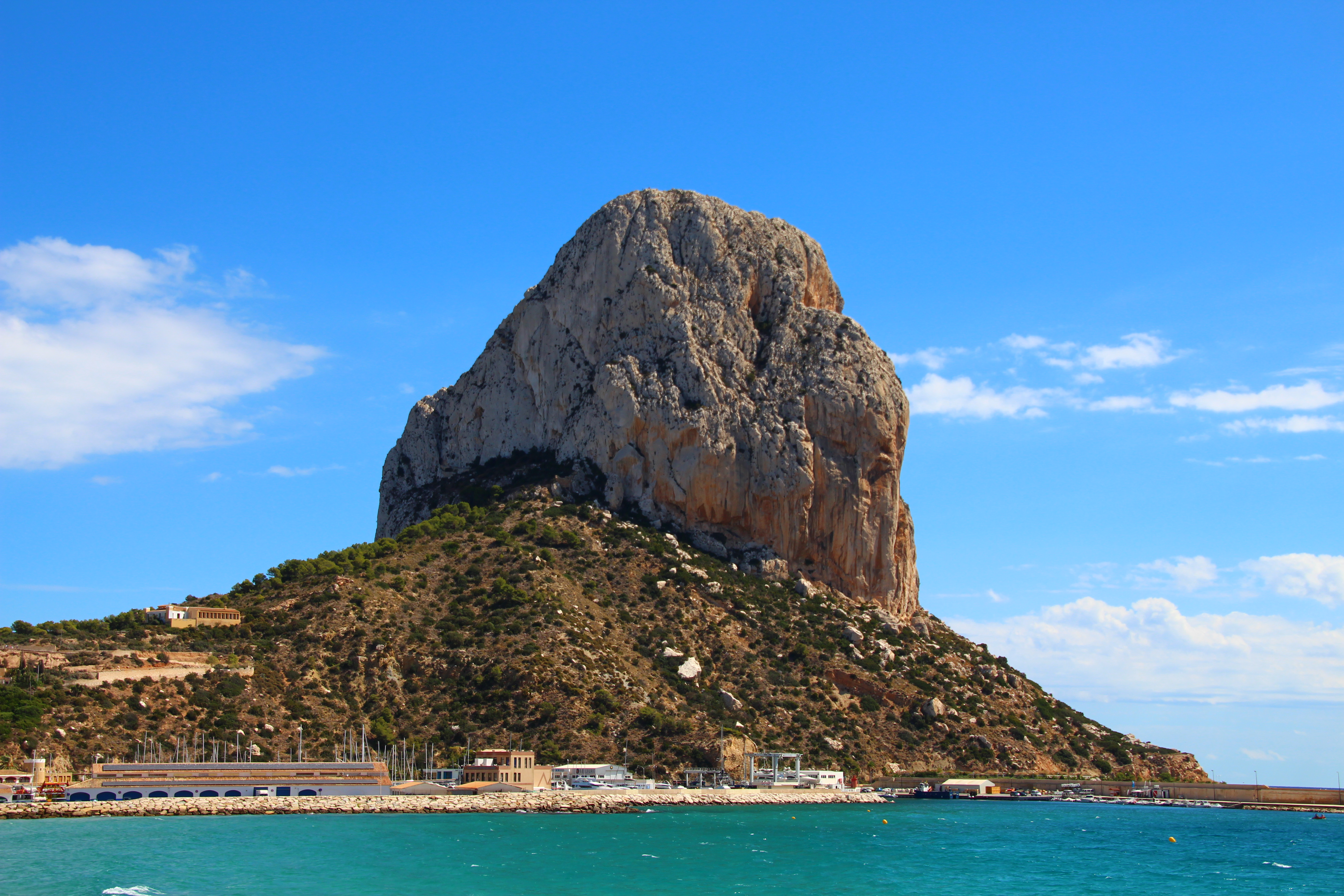
Zicht op de Peñón de Ifach vanuit het centrum van Calp
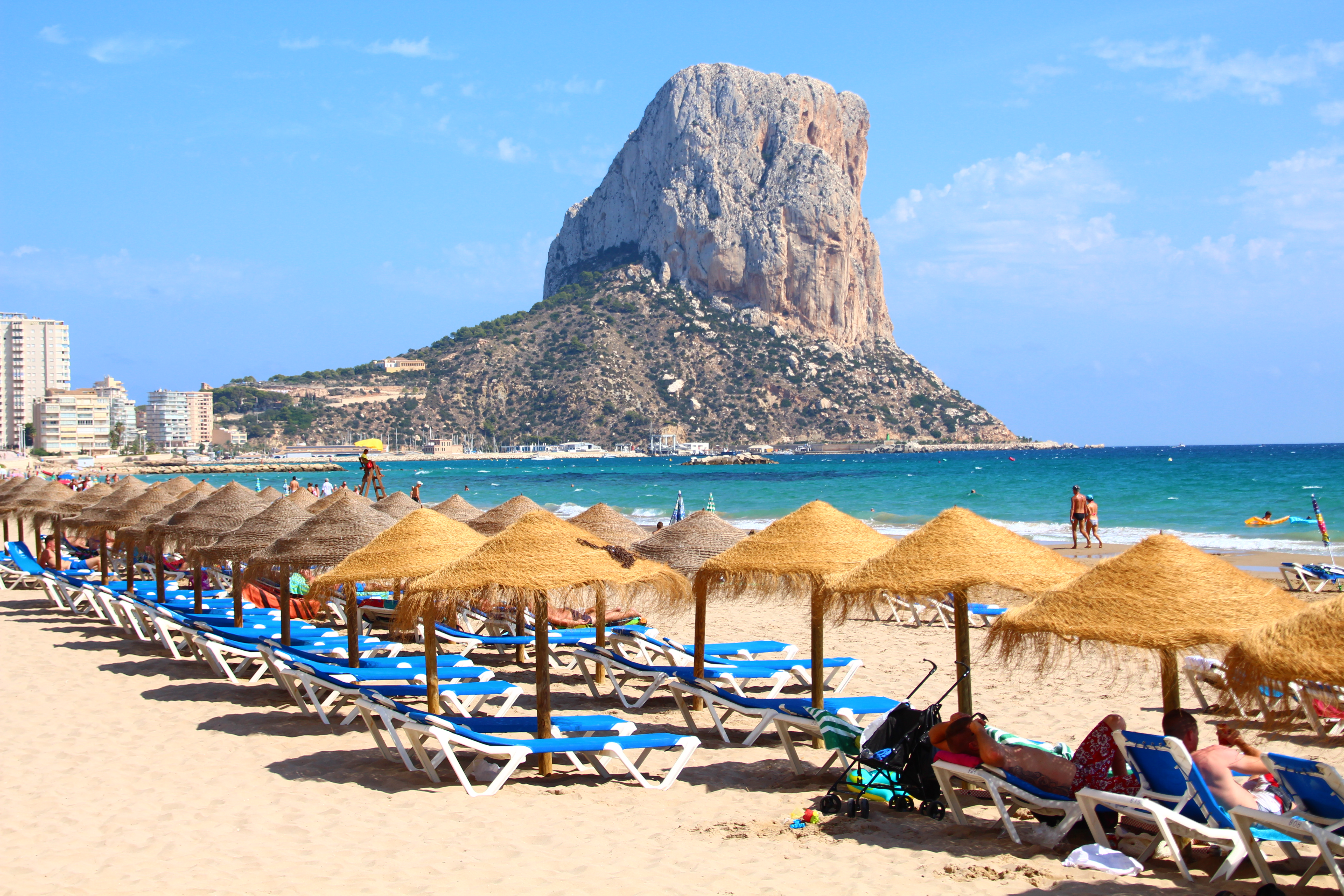
Zicht op de Peñón de Ifach vanaf het strand van Calp
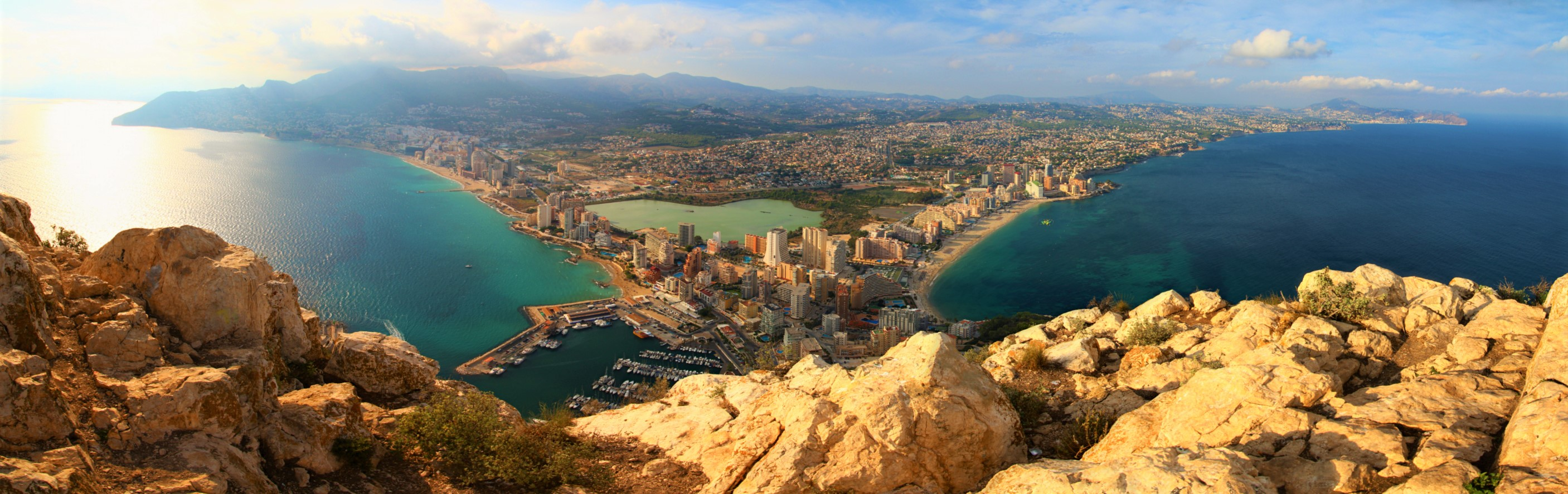
Uitzicht vanaf de top van de Peñón de Ifach

Agost · Agres · Aigües · Albatera · Alcalalí · Alcocer de Planes · Alcoleja · Alcoy · Alfafara · Algorfa · Algueña · Alicante · Almoradí · Almudaina · Altea · Aspe · Balones · Banyeres de Mariola · Benasau · Beneixama · Benejúzar · Benferri · Beniarbeig · Beniardá · Beniarrés · Benidoleig · Benidorm · Benifallim · Benifato · Benigembla · Benijófar · Benilloba · Benillup · Benimantell · Benimarfull · Benimassot · Benimeli · Benissa · Benitachell · Biar · Bigastro · Bolulla · Busot · Callosa d'en Sarrià · Callosa de Segura · Calp · Campo de Mirra  · Cañada· Castalla · Castell de Castells · Catral · Cocentaina · Confrides · Cox · Crevillent · Daya Nueva · Daya Vieja · Dénia · Dolores · El Campello · El Castell de Guadalest · El Ràfol d'Almúnia · El Verger · Elche · Elda · Els Poblets · Facheca · Famorca · Finestrat · Formentera del Segura · Gaianes · Gata de Gorgos · Gorga · Granja de Rocamora · Guardamar del Segura · Hondón de las Nieves · Hondón de los Frailes · Ibi · Jacarilla · Jávea · Jijona · L'Alfàs del Pi · L'Alqueria d'Asnar · L'Atzúbia · La Nucia · La Romana · La Vall d'Alcalà · La Vall d'Ebo · La Vall de Laguar · Llíber · Lorcha · Los Montesinos · Millena · Monforte del Cid · Monóvar · Murla · Muro de Alcoy · Mutxamel · Novelda · Ondara · Onil · Orba · Orihuela · Orxeta · Parcent · Pedreguer · Pego · Penàguila · Petrer · Pilar de la Horadada · Pinoso · Planes · Polop · Quatretondeta · Rafal · Redován · Relleu · Rojales · Sagra · Salinas · San Fulgencio · San Isidro · San Miguel de Salinas · San Vicente del Raspeig · Sanet y Negrals · Sant Joan d'Alacant · Santa Pola · Sax · Sella · Senija · Tàrbena · Teulada · Tibi · Tollos · Tormos · Torremanzanas · Torrevieja · Vall de Gallinera · Villajoyosa · Villena · Xaló